# Camariñas (parroquia)
Camariñas o San Jorge de Camariñas (llamada oficialmente San Xurxo de Camariñas) es una parroquia y una villa española del municipio de Camariñas, en la provincia de La Coruña, Galicia. 

## Entidades de población
Entidades de población que forman parte de la parroquia:
- A Agra de Abaixo
- A Estrada do Vilán
- A Milleira
- A Roda
- As Carballas
- Agrelo
- Area da Vila
- Buría
- Cabo Vilán (O Cabo Vilán)
- Cabreira (A Cabreira)
- Camariñas
- Campo San Jorge (O Campo de San Xurxo)
- Cancela (A Cancela)
- Cedeira
- Cotariño (O Cotariño)
- Cotro (O Cotro)
- Fonte Barreira
- Grixa (A Grixa)
- Lingundi (Lingunde)
- Millarenga (A Millarenga)
- Monte San Pedro (O Monte de San Pedro)
- Mourín
- O Castelo
- Outeiro (O Outeiro)
- Paisás
- Pions (O Pión)
- Portocelo
- Riega (A Rega)
- Rias (Os Riás)

## Despoblado
- Lago

## Demografía

### Parroquia
| Gráfica de evolución demográfica de Camariñas (parroquia) entre 2000 y 2018 |
|                                                                             |
| Datos según el nomenclátor publicado por el INE.                            |

### Villa
| Gráfica de evolución demográfica de Camariñas (villa) entre 2000 y 2018 |
|                                                                         |
| Datos según el nomenclátor publicado por el INE.                        |